# Bonechi Editore
Bonechi è una casa editrice italiana
fondata nel 1973 a Firenze, specializzata in guide turistiche e libri di viaggio.

## Libri pubblicati
Ha pubblicato molti libri e monografie dedicate a paesi, regioni, città annoverabili tra le mete turistiche più importanti e apprezzate al mondo, libri che uniscono testi di alto valore storico artistico, informazioni pratiche, piantine dettagliate e aggiornate, ricostruzioni grafiche di monumenti e illustrazioni. 

Del catalogo anche la Grande Enciclopedia dei Comuni d'Italia, la collana "Chiacchiere" di storia locale toscana, la celebre collana "Com'era e com'è", oltre a libri per ragazzi, natura, storia del territorio e collane di cucina regionali e internazionale. 